# Jühnsdorf
Jühnsdorf è una frazione del comune tedesco di Blankenfelde-Mahlow, nel Brandeburgo.

Conta (2006) 290 abitanti.

## Storia
Jühnsdorf fu nominata per la prima volta nel 1375.

Costituì un comune autonomo fino al 26 ottobre 2003.